# 林枫
林枫（1906年9月30日—1977年9月29日），原名郑永孝，黑龙江望奎人，中国共产党、中华人民共和国政治人物，原副国级领导人。
林枫早年从事地下工作，历任中共北平市委书记兼组织部部长、中共河北省委巡视员、中共天津市委书记、刘少奇秘书。抗日战争时期，任中共中央北方局委员兼组织部部长、八路军晋西独立支队政治委员、中共中央晋绥分局代理书记、晋绥军区政治委员。第二次国共内战时期，任中共中央东北局组织部部长、中共中央东满分局书记、吉辽（东满）军区政治委员、东北行政委员会主席、东北人民政府副主席。中华人民共和国成立后，任中央人民政府委员、东北局第一副书记、中共中央副秘书长、国务院第二办公室主任、国务院业余教育委员会主任、全国人大常委会副委员长、中共中央党校校长等职。

## 生平

### 早年革命生涯
1924年入天津南开中学读书，曾参加"进步学生运动"。1927年3月，经范文澜介绍，在天津加入中国共产党。1927年后在北京、天津一带从事秘密工作。1928年，林枫在江苏东海县海州中学任庶务，济南惨案后组织师生下乡宣传反日。1929年夏，林枫考取北平大学工学院。1930年任工学院党支部书记。
九一八事变后，林枫任北平学生南下示威团党团成员。1932年任河北省反帝大同盟执委会委员、党团书记，全国反帝大同盟筹委组织部部长。1932年11月起任中共北平市委书记兼组织部部长。1933年任中共河北省委巡视员。1935年12月复任中共北平市委书记。1936年2月起任中共天津市委书记，5月起任中共中央北方局书记刘少奇秘书。

### 抗日战争时期
抗日战争爆发后，林枫随北方局机关赴太原。1937年11月起，林枫任中共中央北方局委员兼组织部部长。1938年5月，林枫任晋西南区党委书记、兼任八路军晋西独立支队政治委员。十二月事变后，率部队转移至晋西北。1940年起，任晋西区党委书记、晋西北军政委员会委员、晋西北临时参议会筹委会副主任委员、陕甘宁晋绥财经委员会委员。1942年8月，任晋绥军区副政治委员、中共中央晋绥分局副书记。1942年10月当选为晋西北临时参议会议长。1943年10月，林枫任晋绥分局代理书记、晋绥军区政治委员，同吕正操指挥晋绥区作战。

### 第二次国共内战时期

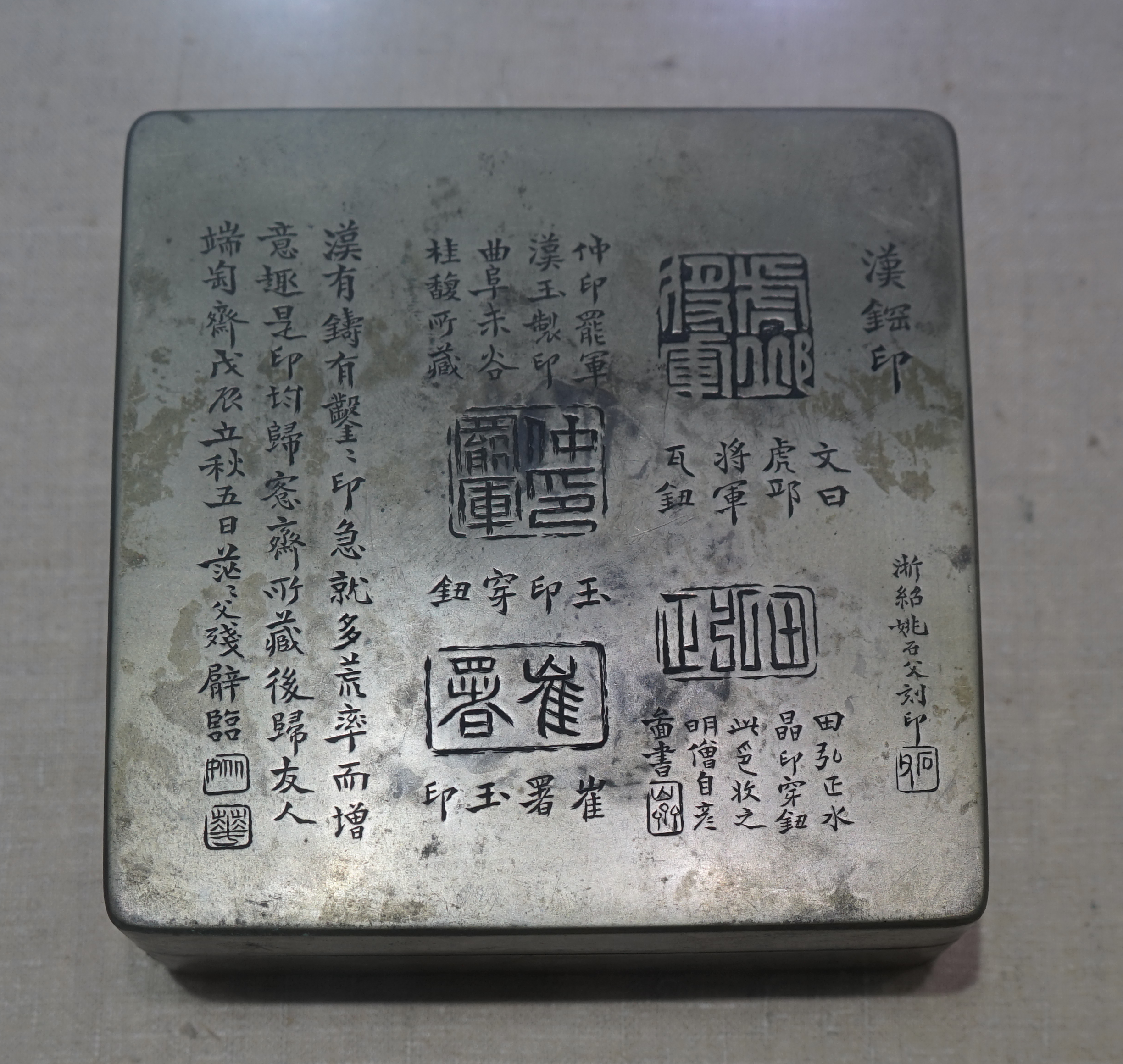
林枫在东北用过的铜墨盒

抗日战争胜利后，林枫赴东北，任中共中央东北局委员、东北局组织部部长。1946年1月，林枫任中共中央东满分局书记、吉辽（东满）军区政治委员。1946年4月，任中共长春市委书记、长春警备司令部政治委员。1946年8月起，林枫任东北各省市联合办事处（10月改称东北行政委员会）主席，主持东北解放区行政工作。1947年起，兼任东北行政委员会农业委员会主任委员。1948年5月起，林枫任中共中央东北局常委，7月起兼任东北科学院院长，8月起任马列学院东北分院院长。1949年8月，当选为东北人民政府副主席，兼任东北人民政府办公厅主任、人民经济计划委员会副主任、人民监察委员会主任、政法委员会主任。1949年與車向忱等人組建東北實驗學校。

### 中华人民共和国成立后

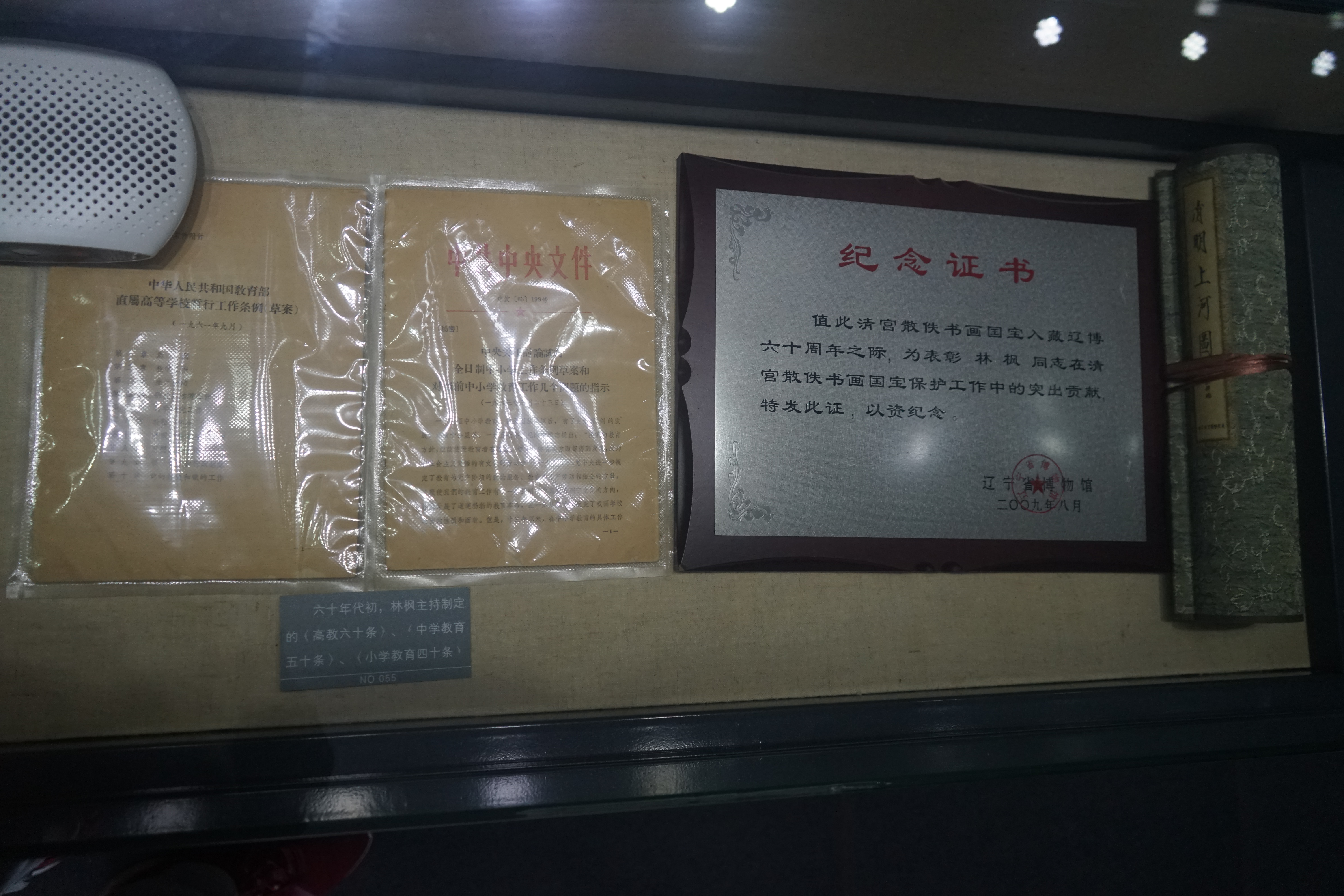
林枫1960年代主持制定的高教六十条、中小学教育文件；因抢救国宝工作而获得的表彰证书

中华人民共和国成立后，林枫任中央人民政府委员。1950年1月，兼任东北局统战部部长。1951年起任中共中央东北局副书记，1952年8月，任东北局第一副书记。1953年1月，任东北行政委员会副主席。曾兼任东北军区副政治委员。1954年4月，林枫调入中央，任中共中央副秘书长。1954年9月当选为第一届全国人大常委会委员。1954年9月，他出席第一次会议讨论宪法草案，期间并发言。1954年11月，林枫任国务院第二办公室主任。1958年起任国务院业余教育委员会主任。1959年4月、1965年1月相继当选为第二届、三届全国人大常委会副委员长。1963年1月，林枫任中共中央直属高级党校校长、党委书记。1966年4月起任中朝友好协会会长。
「文化大革命」中，林枫由于与彭真有密切的工作关系而受到迫害，相关人员被攻击为“林家铺子”；1968年至1972年，林枫被捕入狱。1977年9月29日在北京病逝后，被彻底平反。

## 家庭
妻子郭明秋，1917年生。河北涿鹿人。1935年加入中国共产党。曾任共青团北平市委组织部、宣传部部长，北平大中学生抗日救国联合会主席。是一二九运动的负责人之一。1936年夏，郭明秋与林枫结婚。后任中共晋西南区委妇委书记、中共中央妇委秘书长、中共中央晋绥分局政策研究室研究员。中共建国后，历任东北实验学校副校长、全国妇联东北工委主任、全国妇联宣传部部长、中共中央党校政策研究室主任、教育部顾问。是第一、二届全国人大代表，第三、五、六、七届全国政协委员。2001年5月14日在北京逝世。
育有五女一子，长女林梅梅、次女林双双、三女林耿耿、子林炎志、五女林京志、六女林星玉。其子林炎志曾任中共吉林省委副书记及吉林省政协常务副主席、党组副书记。次女林双双丈夫为两国将军洪水之子陈寒枫，三女林耿耿丈夫为罗瑞卿大将之子罗箭。